# Commandovlag
Een commandovlag wordt op een militair voer- of vaartuig of aan een mast van een militaire inrichting gehesen wanneer daar een vlagofficier aanwezig is die het bevel over een eenheid of over het eskader of flottielje voert. Wanneer meerdere vlagofficieren aan boord zijn, wordt slechts de vlag van de hoogste in rang gehesen. De commandovlag vervangt aan boord van marineschepen bij het hijsen ervan de oorlogswimpel. In de tijd dat communicatie tussen de schepen onderling werd gevoerd met behulp van vlaggen was de commandovlag nuttig om aan te geven waar de bevelvoerder zich bevond; vanaf dat schip werden de commando's gegeven. Hier komt ook de term vlaggenschip vandaan.
Naast commandovlaggen kent de KM ook onderscheidingsvlaggen, die qua uiterlijk en functie veel op de commandovlaggen lijken. Het verschil tussen een commandovlag en een onderscheidingsvlag is dat een commandovlag wordt gehesen wanneer de vlagofficier daadwerkelijk de rol van bevelhebber uitoefent. Commandovlaggen bij de Nederlandse Koninklijke Marine zijn vierkant van vorm, terwijl de onderscheidingsvlaggen een hoogte-breedteverhouding hebben van 2:3.
De Nederlandse krijgsmacht kent verschillende commando- en onderscheidingsvlaggen: leden van het Koninklijk Huis hebben een eigen onderscheidingsvlag; voor vlagofficieren is er een vlag per rang. Bij de Koninklijke Marine zijn deze rangen: admiraal (afgeschaft), luitenant-admiraal, viceadmiraal, schout-bij-nacht en commandeur. Door een kapitein ter zee die de functie van eskadercommandant of van regionale bevelhebber bekleedt wordt een standaard gevoerd.

## Commandovlaggen bij de Nederlandse Koninklijke Marine

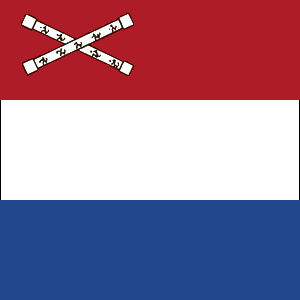
Admiraal (niet meer in gebruik)
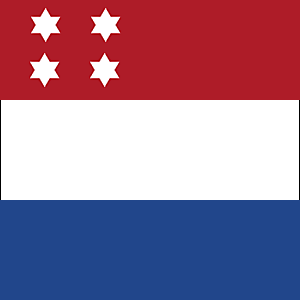
Luitenant-admiraal
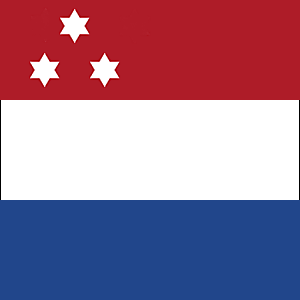
Viceadmiraal
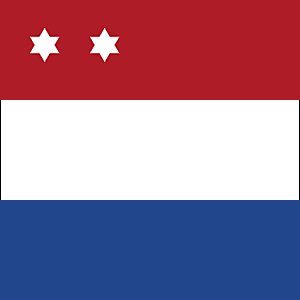
Schout-bij-nacht
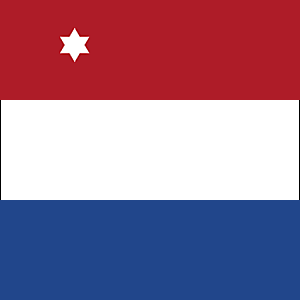
Commandeur
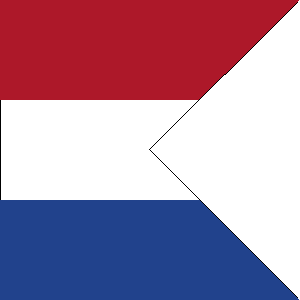
de "standaard" (voor een bevelvoerend kapitein-ter-zee)